# Gutterne på kutterne
Gutterne på kutterne er en dansk tv-serie der skildrer livet blandt de unge fiskere og deres familier ved fiskerlejet Thorup Strand i Jammerbugt Kommune.
I foråret og sommeren 2014 startede Metronome Productions de første optagelser til serien, og første afsnit havde premiere 28. maj 2015 på TV 2. 
I efteråret 2018 blev fjerde sæson sendt, hvor de seks afsnit i gennemsnit havde over 500.000 seere. 30. oktober 2019 blev det første af syv afsnit i sæson fem sendt. Det samlede antal afsnit er nu 32.

## Medvirkende
Fiskere
- Bo “Nugga” Olsen (bror til Jesper)
- Jesper “Gullen” Olsen (bror til Bo)
- Jan “Talis” Olsen (bror til Jonny)
- Jonny “Gniske” Olsen (bror til Jan)
- Kristian “Swahili” Nielsen
- Nikolaj “Bjerre” Bjerre
- René Schonert Michaelsen
- Benjamin Yssing

Øvrige
- Thomas Højrup (formand for Thorupstrand Kystfiskerlaug)
- Lisbeth Olsen (søster til Bo og Jesper)
- Linda Frederiksen (Kristians hustru)